# Lundby Bakker
Lundby Bakker og Lundby Krat er et markant, kuperet landskab beliggende ca. 10 km sydøst for Aalborg, mellem Gistrup og Lundby. De højeste punkter udgøres af Risbjerg (83 m) og Alsbjerg (73 m), hvorfra der er god udsigt over Himmerland. Området har smalle dybe kløfter og stejle skrænter. I dag er området overvejende bevokset med skov.
Området deles af den nord-sydgående Aalborg-Hadsund-landevej; det største område ligger mod vest og hedder Lundby Bakker, mens det mindre område mod øst hedder Lundby Krat. I praksis bruges de to navne dog i flæng.

## Historie
Geologisk set er der tale om morænebakker, som i stenalderen har udgjort et forbjerg til det store morænelandskab mod vest.
Området var i 1800-tallet dækket af hede med lyng og fritvoksende enebærbuske suppleret af en artsrig overdrevs- og kratvegetation. Allerede da var området et yndet udflugtsmål.:100
Området blev anvendt til udrykkende øvelser af militære enheder fra Aalborg frem til 2. Verdenskrig.
I 1948 købte Aalborg Kommune området inklusive tre ejendomme, hvoraf to nu anvendes som naturskole og restaurantbygning.:15 Med et senere (1962) tilkøb af Sæderupskov udgør skovområdet 134 ha.
Under den kolde krig var p-pladsen i området udpeget som opsamlingssted for evakuering af Aalborg:67 og muligheden for at anvendt området som massebegravelsesplads blev undersøgt,:83 uden at der dog blev truffet beslutning herom.
Siden 1960 har den østlige del af området været fredet. Det fredede del omfatter ca. 104 ha.
I 1980 fandtes i Lundby Krat en betydelig møntskat fra Erik Ejegods tid.:102, 118-119:66-69 Skatten indeholdt 109 mønter af en type, man indtil da kun troede var fremstillet i Randers. Ikke færre end 61 af disse viste sig imidlertid at være slået i Aalborg.
Området rummer en række kulturhistoriske sten:
- En åben hellekiste fra yngre stenalder.[1]:101
- Mindesten for stavnsbåndets ophævelse. Stenen blev placeret i 1888 og hidrører fra en tidligere jættestue, hvor den har været overligger.[7][1]:102
- Mindesten for en engelsk flyver, som blev skudt ned under 2. verdenskrig.[1]:115-117
- Mindesten for maleren Anders Andersen-Lundby.[1]:113-115

## Anvendelse
Den bynære placering gør området til et yndet udflugtsmål – især på dage med godt vejr. Området er rigt på stier og dermed let at benytte. Der er afmærkede stier på 2, 4 og 6 km. Det er tilladt at ride på markerede stier samt at indsamle grene, bær, svampe, mos, kogler og blomster til eget brug.
Kommunen har i den østlige del indrettet et primitiv lejrplads med shelters, bålplads og indlagt vand – alle er velkomne til at gennemføre enkelte overnatninger.
Der findes orienteringskort over området, som giver mulighed for kortere, ikke svære orienteringsløb.
Der findes en afmærket mountainbike-rute med en høj sværhedsgrad.